# Арьев, Владимир Игоревич
Владимир Игоревич Арьев (укр. Володимир Ігорович Ар'єв; род. 31 марта 1975, Киев, УССР, СССР) — украинский политик и журналист. Народный депутат Украины VI, VII, VIII и IX созывов.

## Образование
В 1992 году окончил Естественно-научный лицей № 145 города Киева. В 1992—1994 годах — студент физического факультета Киевского государственного университета имени Т. Шевченко. С 1996 по 2002 год учился в Институте журналистики Киевского национального университета имени Тараса Шевченко по специальности журналист.

## Карьера

### Журналистская карьера
С февраля 1993 по октябрь 1994 года работал ассистентом корреспондента, затем стрингером украинской и российской служб «Би-би-си» (Киев).
С октября 1994 по январь 1996 года был специальным корреспондентом и ведущий программы «Окна-новости» ММЦ «Internews».
С января по май 1996 — специальный корреспондент, ТИА «Окна». С мая по ноябрь 1996 года — ведущий блока новостей программы «Доброе утро Украина», УТ-1.
С ноября 1996 по сентябрь 2003 года работал специальным корреспондентом информационно-аналитической службы телеканала «Интер». В 2002 году журналист программы ТСН студия «1+1».
В период с сентября 2003 года по март 2004 — независимый журналист, автор программы «Не-провинция» (СТБ), внештатный автор еженедельника «Зеркало недели».
С марта 2004 по декабрь 2005 года был руководителем и автором программы «Закрытая зона» на «5-й канале». С 2006 — директор ООО "Студия «Смена».

### Политическая карьера
23 ноября 2007 — 12 декабря 2012 — народный депутат Украины VI созыва от блока «Наша Украина — Народная самооборона», № 10 в списке. Глава подкомитета по вопросам контроля над реформированием, кадровым и ресурсным обеспечением органов, осуществляющих борьбу с организованной преступностью и коррупцией, Комитета Верховной Рады по вопросам борьбы с организованной преступностью и коррупцией.
С 12 декабря 2012 — народный депутат Украины VII созыва, был избран по одномандатному округу № 218 в городе Киев. Был выдвинут «Объединенной оппозицией Всеукраинское объединение «Батькивщина»». По результатам голосования одержал победу набрав 38,85 % голосов избирателей. Член Комитета Верховной Рады по иностранным делам, член Постоянной делегации в Парламентской ассамблее Совета Европы.
На президентских выборах-2014 руководил Киевским областным штабом Петра Порошенко.
На досрочных парламентских выборах-2014 вновь избран по мажоритарному столичному округу № 218, представляя партию «Блок Петра Порошенко». Одержал убедительную победу, получив 63,46 % голосов избирателей.
В январе 2015 года был избран председателем украинской делегации в Парламентской ассамблее Совета Европы. В 2015 и 2018 годах — вице-президент ПАСЕ. В январе 2016 года избран на два года президентом Комитета ПАСЕ по культуре, науке, образованию и медиа. Является членом фракции Европейской народной партии в ПАСЕ.
17 мая 2016 года Владимир Арьев взял самоотвод из состава Временной следственной комиссии (ВСК) Верховной рады по вопросам политической коррупции и оффшорных компаний в связи с конфликтом интересов. Отец нардепа из БПП Игоря Кононенко Виталий Кононенко, будучи специалистом в градостроительстве и транспорте, работал в 2013 году у Арьева в качестве помощника. В свою очередь, Игорь Кононенко фигурирует в «панамских документах» с офшорной компанией Intraco.
Участвовал в досрочных парламентских выборах 2019 года от партии «Европейская солидарность» (17 место в партийном списке).

## Скандалы
В 2006 году в польском аэропорту «Варшава-Окенце» работники пограничной службы изъяли у журналиста Арьева и его супруги объекты, похожие на марихуану. Правоохранительные органы Польши предъявили украинским журналистам обвинение по статье «О противодействии наркомании». Затем документы для проведения следствия были переданы Генпрокуратуре Украины. МВД Украины отказало в возбуждении уголовного дела по этому эпизоду, сославшись на отсутствие в действиях Арьева и его жены состава преступления. 30 января 50 депутатов «Партии Регионов» обратились к ПАСЕ с призывом обратить внимание на факты необъективного расследования уголовных дел на Украине и освобождения от уголовного преследования ряда лиц «в интересах отдельных политических сил».
В апреле 2013 года в супермаркете «Delight» Арьев вступил в конфликт с продавщицей и посетителем Сергеем Ионовым требуя разговаривать с ним на украинском языке. После происшествия депутат Верховной рады от «Партии Регионов» Вадим Колесниченко направил обращение в комитет по вопросам регламента, депутатской этики и обеспечения деятельности Рады с просьбой лишить депутатского мандата Владимира Арьева.
Согласно расследованию, проведённому журналистом Алексеем Братущаком в октябре 2011 года, электронная система «Рада» фиксировала голос Владимира Арьева, когда он был в Вашингтоне. Депутат Виктор Уколов комментируя расследование, указал на наличие «документально оформленной доверенности на мое имя», на основании которой он и проголосовал за коллегу. В апреле 2014 года с карточек Владимира Арьева и Сергея Соболева были приняты голоса «за» законопроект № 1098 о внесении изменений в закон о выборах местных депутатов. При этом Арьев находился в составе делегации Украины в Парламентской ассамблее Совета Европы (в городе Страсбург, Франция).
27 октября 2018 года вызвал полицию на концерт «Дискотека 80-х», проходивший в Киеве. Возмущение Арьева вызвали зрители в красных пилотках и пионерских галстуках.
1 ноября 2018 года был включен в список украинских физических лиц, против которых российским правительством введены санкции.

## Доходы
По данным электронной декларации, в 2016 году Владимир Арьев по основному месту работы получил 152 409 гривен зарплаты. За выполнение депутатских полномочий получил компенсацию в 169,9 тыс. гривен, ещё 5323 евро были выплачены за работу в ПАСЕ. Депутат указал в декларации автомобиль Mercedes-Benz ML 350, часы Breguet, 68 тыс. долларов наличных средств, активы в драгоценных металлах на сумму 601 тыс. гривен. Кроме того, на супругу Арьева в декларации были записаны квартира и гараж в Киеве, дачный дом и земельный участок в Козине, автомобиль Mercedes-Benz GLK 350. По итогам 2017 года Владимир Арьев стал лидером среди депутатов по совокупной выплате компенсации за работу в ПАСЕ — 524 тыс. гривен.

## Семья
Супруга — журналист Наталья Фицыч, есть дочь (род. 2000).

## Награды
- Лауреат премии имени Александра Кривенко «За продвижение в журналистике» (2005)[21]
- Заслуженный журналист Украины (2006)[22]